# Vasîlivka, Novomîrhorod
Vasîlivka (în ucraineană Василівка) este un sat în comuna Dibrivka din raionul Novomîrhorod, regiunea Kirovohrad, Ucraina.

## Demografie
Componența lingvistică a localității Vasîlivka
     Ucraineană (96,75%)
     Rusă (2,44%)
     Alte limbi (0,81%)
Conform recensământului din 2001, majoritatea populației localității Vasîlivka era vorbitoare de ucraineană (96,75%), existând în minoritate și vorbitori de rusă (2,44%).